# هيلدا بيترز
هيلدا بيترز (بالإنجليزية: Hilda Peters)‏ هي لاعبة دوري الرغبي نيوزيلندية، ولدت في 9 أغسطس 1983.